# Kjetil Try
Kjetil Try, né le 24 juillet 1959 en Norvège, est un écrivain norvégien, auteur de roman policier.

## Biographie
En tant qu'acteur, il joue le rôle d'un joueur de hockey dans le film norvégien Hockeyfeber, réalisé par Oddvar Bull Tutus en 1983.
En 1997, il se lance avec succès dans l'écriture de récits policiers.
Il a été l'époux de Kari Marstein, une directrice de la rédaction, avant d'épouser Ingunn Yssen, secrétaire d'État.
Pendant de nombreuses années, il est conseiller de son ami le plus proche, le politicien Jens Stoltenberg.

## Œuvre

### Romans
- Stø kurs (1997)
- Pavlovs hunder (2002)
- La de små barn komme til meg (2008) Publié en français sous le titre Noël sanglant, Paris, Gallimard, coll. « Série noire », 2010  (ISBN 978-2-07-012555-5) ; réédition, Paris, Gallimard, coll. « Folio policier » no 672, 2012  (ISBN 978-2-07-044734-3)
- Frels oss fra det onde (2011)